# Boudin (ferroviaire)
Pour les articles homonymes, voir Boudin.
 (mai 2023).
Si vous disposez d'ouvrages ou d'articles de référence ou si vous connaissez des sites web de qualité traitant du thème abordé ici, merci de compléter l'article en donnant les références utiles à sa vérifiabilité et en les liant à la section « Notes et références ».

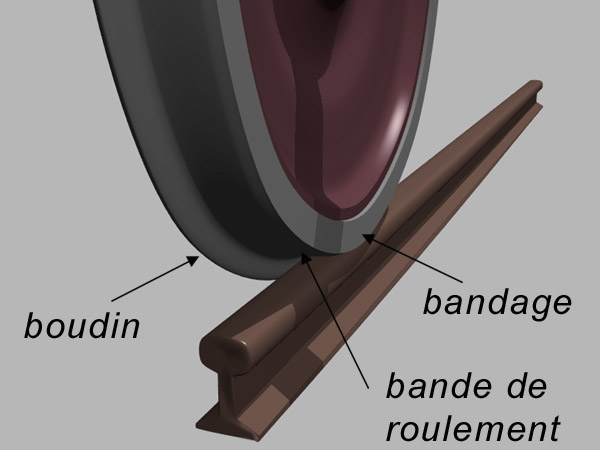
Bande de roulement et boudin.

Sur une roue ferroviaire, on distingue la bande de roulement (ou "table" de roulement) qui est en contact avec la surface du haut du rail (le champignon) et le boudin qui assure le guidage en prenant appui sur les faces latérales du champignon.
- la bande de roulement est une surface conique (conicité de la roue) et non cylindrique
- le boudin doit avoir une hauteur limitée pour éviter les appuis intempestifs sur le bord extrême de la roue : sur un profil normalisé il a par exemple 30 mm de hauteur sur 32 mm de largeur.

Le boudin est la partie intérieure d’une roue, qui assure le guidage sur la voie ferrée. 
Le boudin n'assure le guidage que dans les courbes et le passage dans les appareils de voie (aiguillages). En circulation en ligne droite, c'est la conicité des bandes de roulement des roues qui assure le guidage du véhicule dans la voie.
La géométrie de la bande de roulement et du boudin est définie dans la norme européenne EN 13715.
Cette partie se nomme aussi joue lorsqu'elle se situe sur un galet de pont roulant. Dans ce cas, on la retrouve généralement de part et d'autre du galet.